# 篤加里
篤加位於台南市七股區，在臺17線以西。西鄰中寮里、東邊連佳里區、北接城內里、南到大埕里。當地居民皆姓邱，當地最大活動為冬至祭祖，聞名全台。篤加社區為台灣最大的單姓血緣社區。

## 歷史

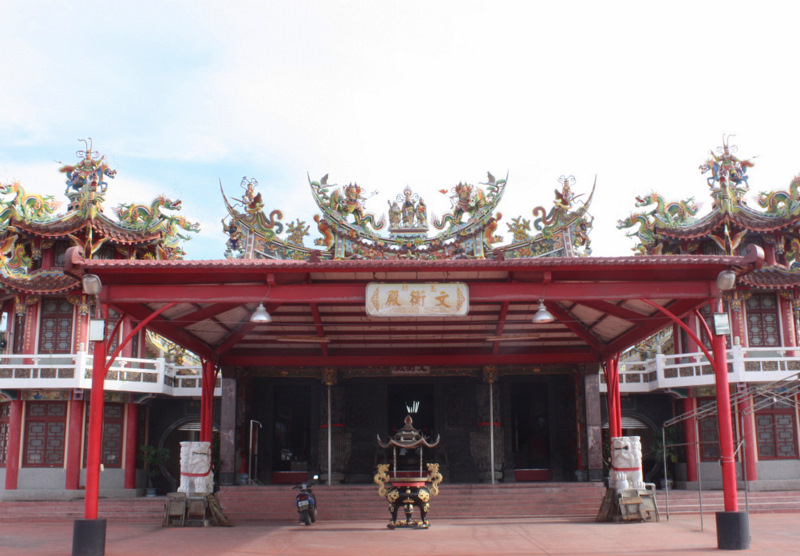
篤加社區信仰中心，文衡殿

在日治之期間，篤加聚落隸屬於台南縣的嘉義支廳。邱氏祖先向官上申請開墾篤加，開闢魚塭約451甲，影響之後篤加豐富水產養殖的歷史背景。而當地自古以來即有女兒不招贅的習俗。
而當地土地為聚落所共有，聚落居民又屬於同一祖先，傳統默契一直延續到現在，目前為全台灣保存最大、最完整的血緣單姓聚落。
在2010年12月25日，因應行政區劃改制，篤加由「村」改制為「里」。

## 社區生產
篤加社區養殖種類包含虱目魚、烏魚、鰻魚等。其中烏魚約160公頃，為全台最大的烏魚養殖專區。

## 社區生態

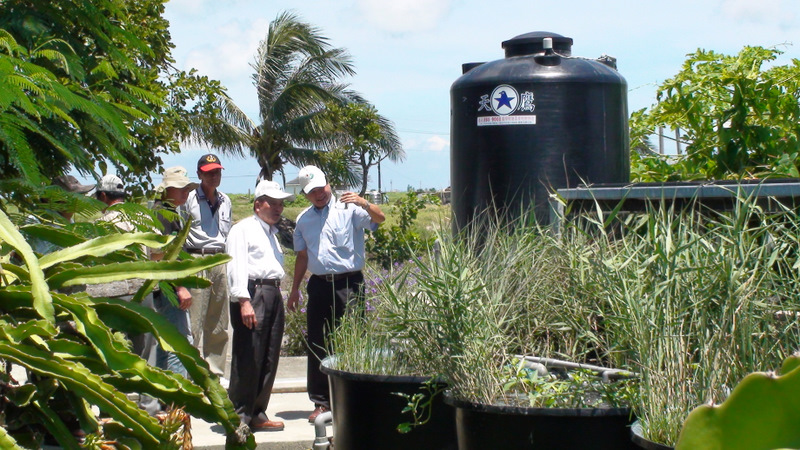
水保局局長驗查，生態水質淨化處理系統

篤加社區和當地大學所合作，村裡約一半家庭所有排放污水到此地，經過八個水槽的生物分解與氣曝，已達到水質淨化的效果。
之後把處理過後的水進行資源回收再利用，用來澆灌社區大片的綠地與花園，這項設施對當地鹽分高，全仰賴自來水的篤加社區為一項重要設施，不但減少社區居民澆灌植物的開支，又符合環保與永續的潮流，為社區中少見的一項設施。

## 交通
- 公路：

篤加聚落東側有三條重要的交通道路：
1. 台17線，亦稱為「西濱公路」，南北向通過聚落東側，往北可通往七股區內的城內及大潭里，往南則可通往玉成及七股里。
2. 南29線，主線未實際連接到篤加，但近年新編的支線南29-1線「篤加～大寮」線，起於本聚落東側台17線與南32線交會路口南側處的聖帝廟前。起點過後往東南而行，交會市道176號，止於七股區大埕里內的南29線叉路口。
3. 南32線，本鄉道為「篤加～佳里線」或稱為「文化路」，路線的起點就設立在本聚落的信仰中心「文衡殿」前。在聚落東側先交會台17線後，接著往東一路直行，經篤加國小、埔尾及佳里區大路尾、安西里後，止於佳里市區的延平路與文化路交叉路口，是篤加聚落通往佳里市區的重要交通道路。

- 大台南公車：

| 編號       | 路線                               | 營運單位 | 備註             |
| ---------- | ---------------------------------- | -------- | ---------------- |
| 藍25       | 佳里－七股－土城子－南台灣創新園區 | 興南客運 |                  |
| 藍25區間車 | 佳里－篤加里                       | 興南客運 | - 不經台灣漢藥。 |

## 外部連結
- 七股篤加數位中心 （页面存档备份，存于）
- 篤加社區發展協會[永久]